# هاموش
الهاموش (الإسم العلمي:Chironomus)، هو جنس من الحشرات يتبع فصيلة الهاموشيات ضمن رتبة ذوات الجناحين، يحتوي على أكثر من سبعين نوعاً.